# Cuisine champenoise
La cuisine champenoise présente une gamme de produits et de spécialités, venant de la disparité des modes de vie entre les différentes sous-régions qui composent la Champagne. La cuisine champenoise, en tant que mode de préparation, ne se distingue pas des autres régions françaises, notamment du Bassin parisien.

## Spécialités régionales
Chacun des quatre départements de la Champagne, du nord au sud, Ardennes, Marne, Aube, Haute-Marne, tire profit de ses produits et de ses propres ressources agricoles.

### Cuisine des Ardennes
La cuisine ardennaise est fondée sur le principe ancien de nourriture roborative, et puise allègrement dans les féculents, tels la pomme de terre. Des plats traditionnels comme la salade au lard, la bayenne (pommes de terre et oignons cuits à l’étouffée), et la cacasse à cul nu (ragoût de patates cuites, parfumées d'herbes), en sont des exemples typiques. On se doit de citer le boudin blanc de Rethel ou de Tagnon, enfin les plats de gibiers, particulièrement le sanglier, en nombre dans les grandes forêts giboyeuses ardennaises.
Comme gâteaux typiquement ardennais, on peut évoquer : la vaute, la tantimolle et la berdelle, sortes de crêpes épaisses qu’on sert salées ou sucrées, mais aussi les galettes au sucre et le gâteau mollet.

### Cuisine de la Marne
La Marne a une tradition viticole, une cuisine au champagne allant des huitres chaudes au champagne au sabayon au champagne, en passant par la poularde au champagne. Certains produits de Reims, comme son jambon, son pain d'épices (le plus ancien d'Europe), ses biscuits (dont le célèbre biscuit rose), ou encore ses condiments moutarde de Reims et vinaigre de Reims, sont particulièrement connus. Spécialité marnaise également reconnue, le pied de porc à la Sainte-Menehould.

### Cuisine de l'Aube
L'Aube met particulièrement en valeur l'andouillette de Troyes, mais aussi des fromages : surtout le chaource (aussi produit dans le département voisin de l'Yonne, en Bourgogne) et le moins connu barberey. Recette typiquement auboise donc, proposée dans quelques restaurants — Le Bistroquet et Le Jardin gourmand, à Troyes, par exemple — et décrite par divers charcutiers sur leurs sites (Thierry à Sainte-Savine, la société Lemelle à Troyes dans le magasin des « Écrevolles ») : l'andouillette de Troyes au gratin de chaource. La choucroute est une spécialité de Brienne-le-Château qui organise une fête annuelle en son honneur. Troyes accueille l'importante chocolaterie industrielle des établissements Jacquot (aujourd'hui dans le groupe Cémoi). 
Les boissons alcoolisées sont bien entendu, pour les vins, le champagne (le sud de son vignoble étant dans ce département), le rosé des Riceys (AOC), mais aussi, pour les autres boissons, le cidre du Pays d'Othe, ainsi que le cacibel (qui est une boisson peu alcoolisée à 3 %, à base de cidre, de cassis et de miel), et enfin la prunelle de Troyes (une liqueur à 40° élaborée à base de noyaux de prunelle).

### Cuisine de la Haute-Marne

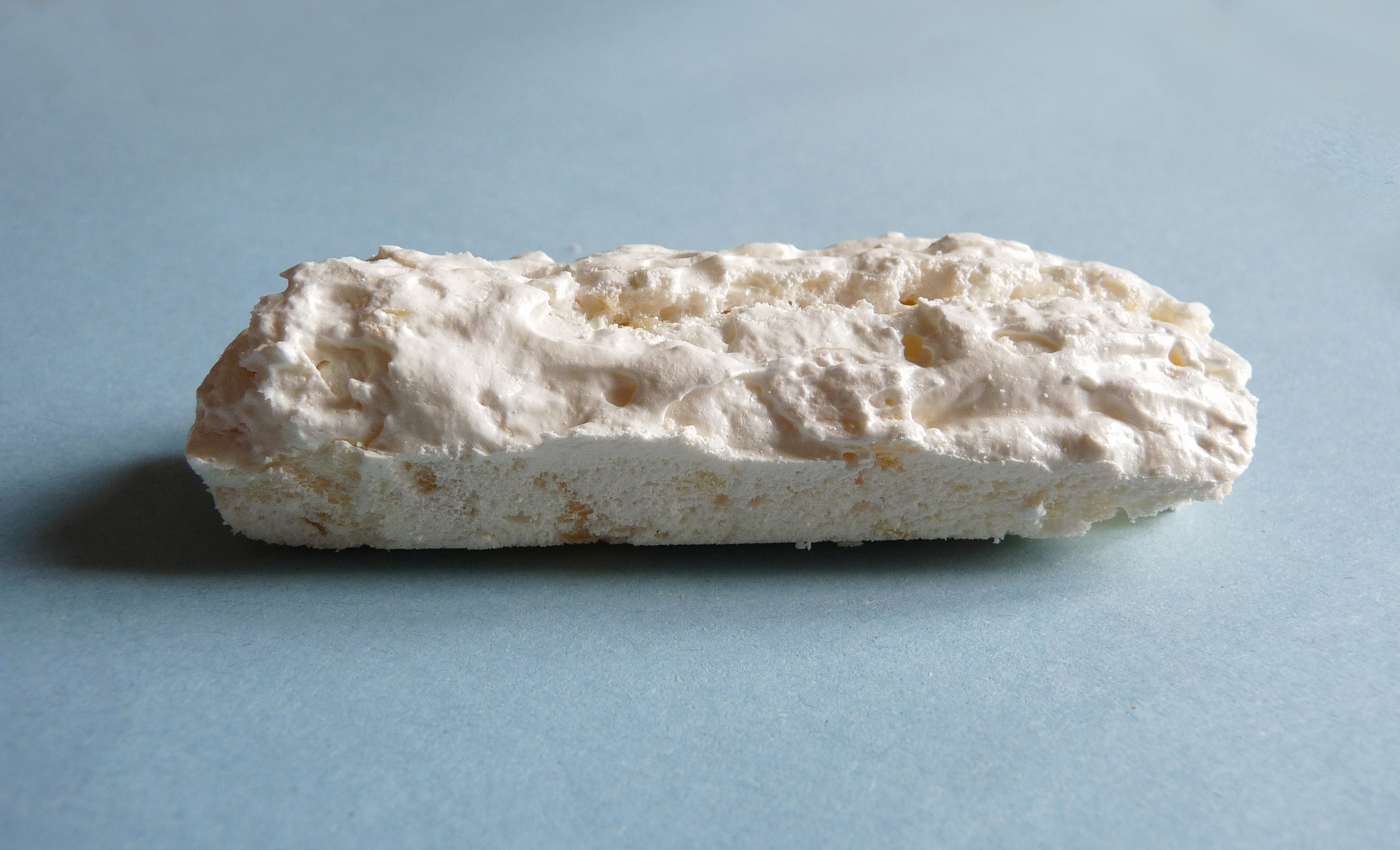
Une caisse de Wassy

Des spécialités font la renommée du département comme :
- Baiser de Chaumont[4]
- Bragardise de Saint-Dizier
- Bouchon de champagne au chocolat et à la liqueur
- Caille à la clefmontaise
- Caisse de Wassy
- Fromage de Langres
- Sandre à la joinvillaise
- Tarte au quemeu de Brévoines (faubourg de Langres[5]), tarte de la fête patronale

## Spécialité par type

### Plats
Le plat traditionnel champenois, demeurant probablement le plus populaire, est la potée champenoise (la « joute ») à base de chou, de lard, de jambonneau, de haricots, de carottes et de pommes de terre.
À citer également : les pieds de porc de Sainte-Menehould, qu’on fait revenir dans le beurre avec de l’ail et de la ciboulette ; les tripes à la mode champenoise, cuites dans du champagne, l'œuf poché au champagne ; en poisson : le brochet du lac du Der-Chantecoq, servi avec une sauce au champagne.

#### Légumes
Les potagers de Champagne fournissent quantité de légumes assez divers : pommes de terre, poireaux, choux, carottes, haricots, betteraves, navets, tels le navet boulette de Bussy, une ancienne variété de navet redécouverte, à la saveur très douce. Mais aussi le lentillon de Champagne : petite lentille de couleur rosée, au goût légèrement sucré qu’on déguste en salade, ou avec du poisson. Également au printemps, l'asperge blanche de Champagne.
Les surfaces boisées donnent de belles récoltes de champignons et, en moindre quantité, des truffes, notamment en Haute-Marne, la truffe grise de Champagne (parfois surnommée « joyau des bois » par les chantres du terroir…).
Les principaux plats à base de légumes sont le chou en potée, comme la potée champenoise, ou en choucroute champenoise (simplement cuisinée au vin de Champagne), comme la choucroute de Brienne-le-Château, où se tient d'ailleurs une fête annuelle dédiée à ce plat.

#### Sauces et condiments
Les sauces sont à base de champagne pour les volailles et les poissons, ou avec de la moutarde de Reims, ou du vinaigre de Reims. Le beurre, comme dans la plupart des régions du nord de la France, y tient une grande place.

#### Poissons
Souvent citée et fréquemment proposée au restaurant : la truite, poisson phare des petites rivières de la Champagne crayeuse, préparée au champagne. D'autres recettes concernent cependant la carpe, l'anguille et le brochet.

#### Viandes et élaborations charcutières
Les volailles : les oies de Champagne, canards, poulets, dindon rouge des Ardennes. Dans une moindre mesure, mouton, bœuf et chèvre, enfin les escargots gros blancs de Champagne.
La vocation charcutière de la Champagne repose essentiellement sur :
- Le boudin blanc, dont celui de Rethel (Label rouge et IGP), exclusivement composé de viande de porc fraîche, de gras de porc, de lait et d’œufs, commercialisé nature ou truffé,
- Le jambon de Reims, préparé avec de la palette et de l'épaule de porc cuites, assaisonné au champagne,
- Le jambon sec des Ardennes, sec salé non fumé — à ne pas confondre avec le jambon d'Ardenne,
- L'andouillette de Troyes (dite légalement « Véritable », quand elle provient de l'Aube et des cantons périphériques de ce département).

Le pâté-croûte, ardennais ou champenois, feuilleté composé de différentes viandes marinées, rencontre un grand succès, notamment dans les boulangeries de la région.
Les produits de la chasse sont nombreux : sanglier, chevreuil, lièvre, grive, perdrix, cerf, marcassin.

### Fromages au lait de vache
La Champagne est productrice de fromages au lait de vache : le fromage le plus répandu est celui de brie, viennent ensuite le chaource, au lait de vache, onctueux, et le langres, qui est un fromage cylindrique à pâte molle et à croûte lavée, à croûte fine, jaune à brune selon son temps d’affinage, c’est un fromage de caractère au goût prononcé.
D'autres fromages au lait de vache se distinguent tels que le cendré de Champagne et le cendré d’Argonne, fromages de vache affinés dans la cendre, le Champ-sur-Barse, fromage de vache, le troyen, le Carré de l’Est, qui ressemble à du camembert.
Le nord et l'est de la région comptent le maroilles, fromage de la Thiérache ; le rocroi, un fromage au lait écrémé d’une saveur forte et ne contenant aucune matière grasse ; et le trappiste d’Igny, fabriqué dans l’abbaye Notre-Dame d'Igny.

### Desserts
Les friandises de la région, plus que des desserts, sont principalement les biscuits, dont le plus connu, le biscuit rose de Reims, à base d’œufs frais, de farine et de sucre.
Les croquignoles sont des biscuits très secs et croquants, roses ou blancs, qu’on sert avec les desserts glacés ou les crèmes, avec des fruits ou avec le café.
Le sablé champenois a la forme d'un bouchon de champagne. C’est un sablé très fin, contenant des amandes et du champagne.
Le quénieu est une spécialité de Noël.

### Vins et alcools, cidre
Le champagne provient d’un assemblage de cépages, dont les principaux sont le chardonnay, le pinot noir et le pinot meunier. On dénombre quelque 300 crus de champagne.
Parmi les divers cocktails à base de champagne qui existent aujourd'hui, dans le monde entier, la traditionnelle soupe champenoise garde la préférence des Champenois.
En dehors du champagne se distinguent les vins rouges de l'AOC coteaux-champenois, élaborés à partir de pinot noir. Ils sont encore bien implantés dans les communes d'Ambonnay, Aÿ, Bouzy, Cumières, Mailly, Œuilly, Les Riceys, Sillery et Verzy. Parmi ces vins, on trouve autant des rouges que des blancs ou des rosés, comme le très rare rosé des Riceys.
Parmi les liqueurs et eaux-de-vie, on peut évoquer en Haute-Marne les liqueurs du Bassigny : mirabelle, poire Williams et framboise ; et le Rubis de groseille ou le Rubis de cassis, liqueurs apéritives, parfaites également pour accompagner les desserts. Le ratafia est un mélange de moût de raisin et marc de raisin, qu’on boit en apéritif. Le marc de Champagne est une eau-de vie de marc de raisin.
La Champagne compte aussi à ses extrémités géographiques deux régions de cidre : au sud, le pays d'Othe, au nord, les Ardennes.
De nombreuses bières artisanales rappellent un passé brassicole.